# Internet Digital DIOS

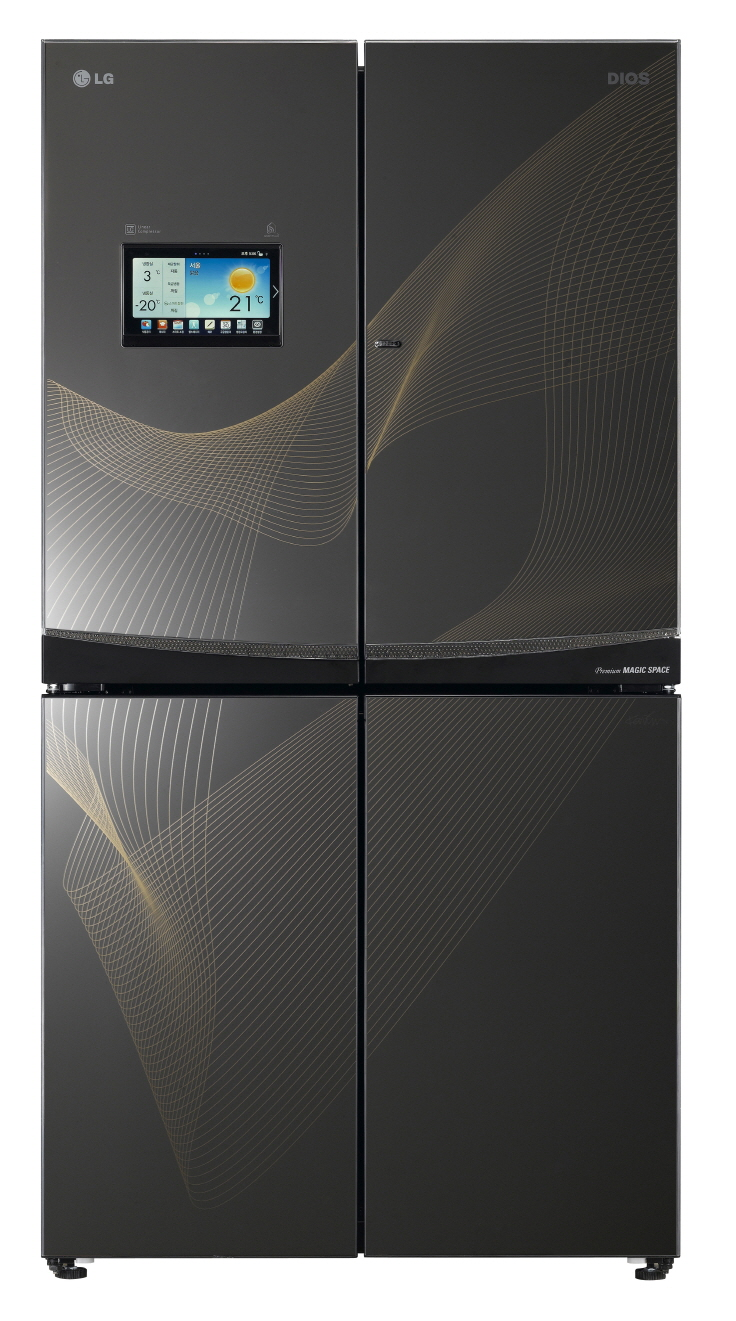
Le LG Internet Digital DIOS.

Le LG Internet Digital DIOS (également connu sous le nom de R-S73CT) est le premier réfrigérateur connecté commercialisé. Il a été conçu par LG Electronics et vendu à partir de juin 2000.
Ce réfrigérateur est le résultat d'un projet qui a débuté en 1997 et qui a été mené par une équipe de 55 chercheurs pour un coût de 15 milliards de wons (49,2 millions de dollars américains).
Le réfrigérateur n'a pas connu le succès escompté parce que les consommateurs l'ont considéré comme inutile et coûteux (plus de 20 000 dollars).

## Caractéristiques
Le réfrigérateur était équipé d'un écran TFC-LCD (thin-film transistor-liquid crystal display ; en français, écran à cristaux liquides à transistors en couches minces) avec fonctionnalité TV et port de réseau local (LAN). Son écran LCD était accompagné d'un stylo électronique et permettait d'enregistrer des notes, d'utiliser une messagerie vidéo et de gérer un agenda. Il fournissait aussi des informations, telles que la température intérieure, la fraîcheur des aliments conservés, des informations nutritionnelles et des recettes.
L'appareil était aussi équipé d'une webcam qui servait à scanner les aliments et permettait de suivre ce qui se trouvait à l'intérieur du réfrigérateur, d'un lecteur MP3 et d'une machine à glaçons automatique à trois niveaux. En outre, sa consommation électrique était deux fois moins élevée que celle des réfrigérateurs classiques et son niveau sonore n'était que de 23 décibels,.